# Eino Soinio
Eino Soinio   (Hèlsinki, 12 de novembre de 1894 - Hèlsinki, 7 de desembre de 1973) fou un futbolista finlandès de la dècada de 1920.
Fou 40 cops internacional amb la selecció finlandesa amb la qual participà en els Jocs Olímpics de 1912.
Pel que fa a clubs, destacà a HJK Helsinki.
Fou germà del també futbolista i gimnasta Kaarlo Soinio.